# Romantic Killer
Romantic Killer (ロマンティック・キラー, Romantikku Kirā) est une série de mangas japonais écrits et illustrés par Wataru Momose, prépubliée sur la plateforme de lecture Shōnen Jump+ de juillet 2019 à juin 2020 et publiée par Shūeisha en un total de quatre volumes. Une adaptation en série d'animation produite par le studio Domerica est diffusée sur Netflix en octobre 2022.

## Synopsis
Anzu est une lycéenne qui a trois passions dans la vie : les jeux vidéo, le chocolat et son chat Momohiki. Lorsque Riri, un sorcier aux pouvoirs magiques, sort de son écran et lui propose de l'aider à enfin fréquenter des garçons pour trouver le grand amour, elle n'est pas intéressée. Le sorcier lui jette alors un sort qui la prive de ses trois « raisons de vivre » et transforme son quotidien en situations dignes d'un jeu vidéo otome. Se retrouvant ainsi entourée de beaux gosses, Anzu est bien déterminée à ne pas céder à la tentation et à tout faire pour se débarrasser de Riri et récupérer ses jeux, son chocolat, et son chat.

## Personnages
Anzu Hoshino (星野 杏子, Hoshino Anzu)
Voix japonaise : Rie Takahashi, voix française : Kelly Marot
Riri (リリ) / Riri Fushiki (伏木リリ, Fushiki Riri) / Rio Fushiki (伏木リオ, Fushiki Rio)
Voix japonaise : Mikako Komatsu, voix française : Caroline Combes, Thomas Sagols (Rio)
Tsukasa Kazuki (香月 司, Kazuki Tsukasa)
Voix japonaise : Yūichirō Umehara, voix française : Hervé Grull
Junta Hayami (速水 純太, Hayami Junta)
Voix japonaise : Gakuto Kajiwara, voix française : Adrien Larmande
Hijiri Koganei (小金井 聖, Koganei Hijiri)
Voix japonaise : Natsuki Hanae, voix française : Oscar Douieb

## Manga
La série est éditée par Shūeisha sous la forme de quatre volumes tankōbon à partir de décembre 2019. Le volume 2 et les suivants sont initialement publiés uniquement en version numérique couleur, mais une version papier sort en 2022.
Une version française est annoncée chez Soleil Manga, disponible en avant-première numérique à l'occasion de la diffusion de l'animé.

### Liste des volumes
| no | Japonais                                                             | Japonais           | Français          | Français          |
| no | Date de sortie                                                       | ISBN               | Date de sortie    | ISBN              |
| -- | -------------------------------------------------------------------- | ------------------ | ----------------- | ----------------- |
| 1  | 4 décembre 2019                                                      | 978-4-08-882164-1  | 21 juin 2023      | 978-2-30-210037-4 |
| 2  | 4 mars 2020 (version numérique) 4 octobre 2022 (version papier)      | 978-4-08-883326-2, | 13 septembre 2023 | 978-2-30-210038-1 |
| 3  | 4 août 2020 (version numérique) 4 octobre 2022 (version papier)      | 978-4-08-883326-2, | 6 décembre 2023   | 978-2-30-210046-6 |
| 4  | 4 septembre 2020 (version numérique) 4 octobre 2022 (version papier) | 978-4-08-883326-2, |                   |                   |

## Anime

Logo Netflix de l'adaptation en anime.

### Liste des épisodes
| No | Titre français           | Titre japonais                    | Titre japonais                                                    | Date de 1re diffusion |
| No | Titre français           | Kanji                             | Rōmaji                                                            | Date de 1re diffusion |
| -- | ------------------------ | --------------------------------- | ----------------------------------------------------------------- | --------------------- |
| 1  | Jargon magique           | 魔法設定なのに漢字が多いんだよっ! | Naze mahō ni wa sonnani ooku no houritsu yougo ga aru no desu ka? | 27 octobre 2022       |
| 2  | L'heure d'aller au lit   | 子供はもう寝る時間ですよ☆         | Kodomo tachi ga neru jikan desu                                   | 27 octobre 2022       |
| 3  | Comme dans un dating sim | 乙女ゲー生活はじめました!?        | Watashi no jinsei wa date sim ni nari mashi ta                    | 27 octobre 2022       |
| 4  | Choisir le mode facile   | 幼なじみはイージーモード!?        | Osananajimi wa ījīmōdo!?                                          | 27 octobre 2022       |
| 5  | Pire en personne         | 生身の方が厄介じゃねーか          | Anata wa niku to chi de motto yakkai desu                         | 27 octobre 2022       |
| 6  | Rencard d'un autre monde | 異世界転生デートかな!?            | Isekai tensei dēto!?                                              | 27 octobre 2022       |
| 7  | Pas banal                | クセが強いんじゃぁ                | Anata wa tashika ni anata no kuse o motte imasu...                | 27 octobre 2022       |
| 8  | La chair de poule        | 鳥肌!! アイ アム ア バード        | Torihada!! Ai amu a bādo                                          | 27 octobre 2022       |
| 9  | Accident de soda         | ジンジャーエールは不可抗力だ      | Jinjāēru wa fukakōryoku                                           | 27 octobre 2022       |
| 10 | Rôles inversés           | 逆じゃボケ～                      | Gyaku ni, damī                                                    | 27 octobre 2022       |
| 11 | Dans mes bras            | イヤだったら言って                | Kiniiranai baai wa oshietekudasai                                 | 27 octobre 2022       |
| 12 | La dernière histoire ?   | ラスト・ストーリー!?              | Rasuto Sutōri!?                                                   | 27 octobre 2022       |